# 武利民
武利民（1963年2月—），男，汉族，湖北孝感人，现任内蒙古大学党委副书记、校长。主要从事有机-无机纳米杂化树脂及其功能涂料等方面的研究工作。入选中华人民共和国教育部2008年度“长江学者”特聘教授。第十四届全国政协委员。

## 生平
1981年—1988年就读于湖北大学化学系。1991年毕业于浙江大学高分子化工专业，获得博士学位，随后到中山大学高分子研究所任职，历任讲师、副教授。1994年，到宾夕法尼亚州立大学任博士后。
1999年回到中国，历任复旦大学材料系副教授、教授，复旦大学材料系系主任、科学技术研究院常务副院长、院长等职务。
2021年12月，任内蒙古大学党委副书记、常务副校长。2023年2月，升任内蒙古大学校长。